# Sybra herbacea
Sybra herbacea es una especie de escarabajo en la familia Cerambycidae. Fue descrito por Pascoe en 1865.